# Klæberis
Klæberis er en art ris, hvor en høj andel af amylopektin i kornets stivelse (ved højest 6 % amylose) gør, at riskornene klæber fuldstændig til hinanden, når de dampes, og i endnu højere grad end ved grødris. Frisk klæberis er let at genkende på de mathvide og navnlig uigennemsigtige korn. Klæberis koges ikke men dampes.

## Anvendelse
Da klæberis har en stor evnen til at udvide sig, bruges det ofte til tykning og bindemiddel. Klæberis benyttes til mange opskrifter overalt i Sydøstasien og Østasien.
I Kina spiser man gerne zongzi (粽子), klumper af klæberis (糯米, nuòmǐ) dækket med bambus- eller sivblade med forskelligt fyld som dadler, sød bønnegrød, skinke, krabber, jordnødder og æggeblomme. En traditionel snack fra Beijing er aiwowo, der spises koldt.
Den japanske mochi, der er en fast del af nytårsfesten, er søde boller af klæberis, der kan krydres med kinako.
I Korea bruges klæberis dels til fyldige grødretter, f.eks. med tang og sesam, med abalone eller med hønsekød. Dels fremstilles der mange forskellige riskager af moset klæberis som songpyeon, fyldt med sesam eller bønnemos, eller med pinjekerner, maroni eller græskar.
I det thailandske køkken benyttes klæberis (ข้าวเหนียว, khao niao, ofte også kaldet Sticky Rice) overvejende, men ikke kun til søde retter. I det nordlige og nordøstlige Isan i Thailand samt i Laos er klæberis det primære levnedsmiddel. Til fremstillingen af klæberis benytter man i Thailand en trykkoger og en bambuskurv. Først lader man klæberiset udvide sig i ca. 3 timer i koldt vand, hvorefter klæberisen dampes i ca. 30 min. Efter dampningen klæber riskornene til hinanden. Ved spisningen løsner man risen eller former den til håndterligt tilbehør, som man spiser til barbecue kød- eller fiskeretter. I billige thailandske spisehuse kan man købe klæberis i små plastikposer eller som fyld i bambusstænger eller bananblade.
Færdig klæberis bruges også til mange slags søde sager i Thailand så som Khao Neow Moon (med kokosnøddemælk), Khao Tom Mad (i bananblade) eller Khao Neow Ma Muang (med gul mango). Klæberis benyttes desuden til at brygge en øl, sato (สาโท).